# Coccomyces antillarum
Coccomyces antillarum är en svampart som beskrevs av Sherwood 1980. Coccomyces antillarum ingår i släktet Coccomyces och familjen Rhytismataceae.   Inga underarter finns listade i Catalogue of Life.